# Dąbrówka-Hubertus
Dąbrówka-Hubertus – osada w Polsce, położona w województwie śląskim, w powiecie gliwickim, w gminie Wielowieś.
W latach 1975–1998 osada administracyjnie należała do województwa katowickiego.